# Skiclub Flims
Der Skiclub Flims (SCF) ist eine im Jahr 1906 gegründete Schweizer Wintersportgemeinschaft. Der Club verfügt über eine Clubhütte auf dem Crap Sogn Gion. Das Bergrestaurant Foppa, oberhalb von Flims, ist Clublokal des SC Flims.

## Bekannte Sportler
- Andri Ragettli, Weltmeister bei den Freestyle-Skiing-Weltmeisterschaften 2021
- Sina Candrian
- Simona Meiler